# Clermontia calophylla
Clermontia calophylla är en klockväxtart som beskrevs av Franz Elfried Wimmer. Clermontia calophylla ingår i släktet Clermontia, och familjen klockväxter. Inga underarter finns listade i Catalogue of Life.